# پراودا (شهرستان وولچیخینسکی، سرزمین آلتای)
پراودا (به لاتین: Pravda) یک منطقهٔ مسکونی در روسیه است که در سرزمین آلتای واقع شده‌است.